# 리가스 아프린치스

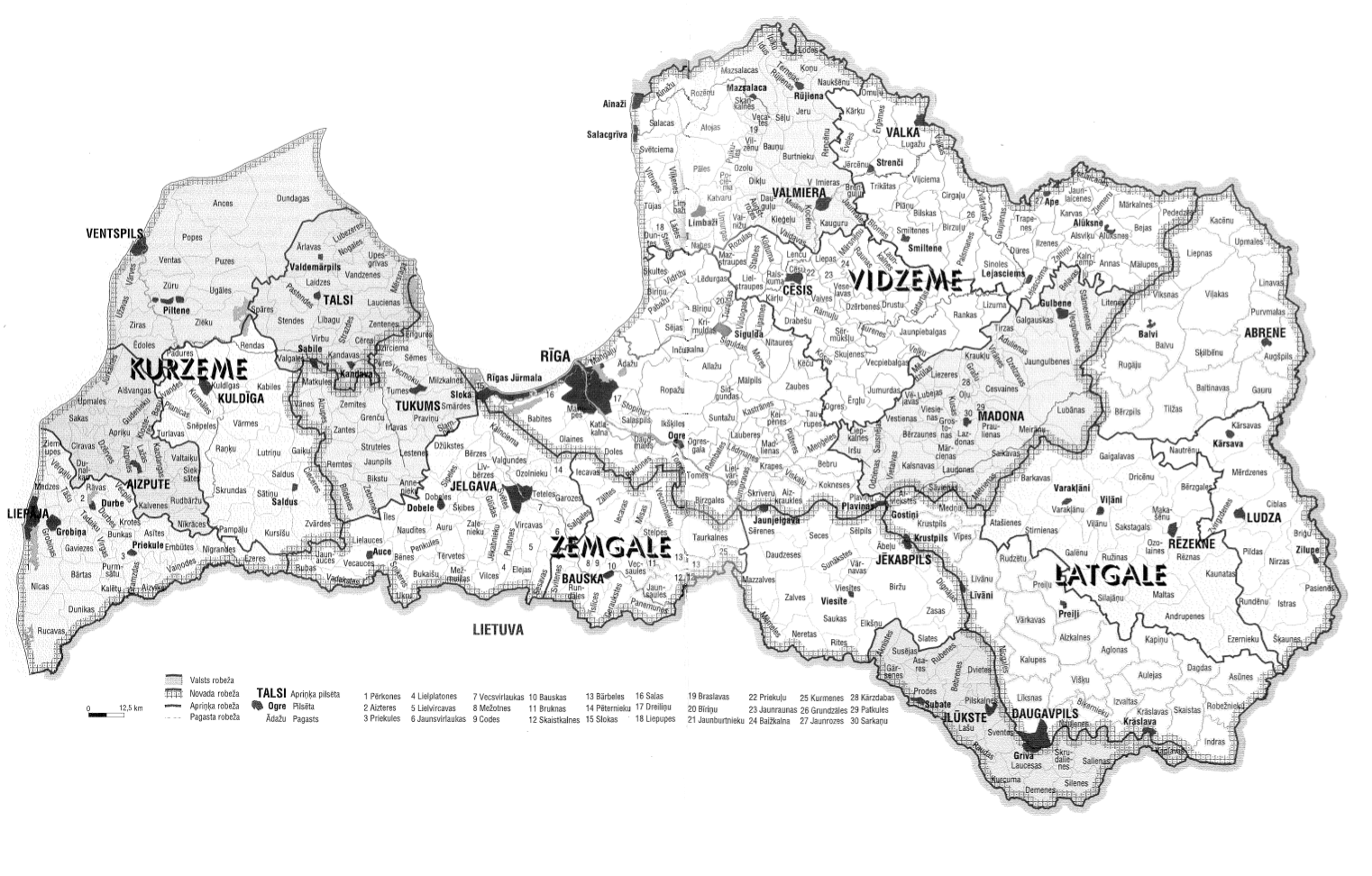
라트비아 지도에서의 리가스 아프린치스(1938년)

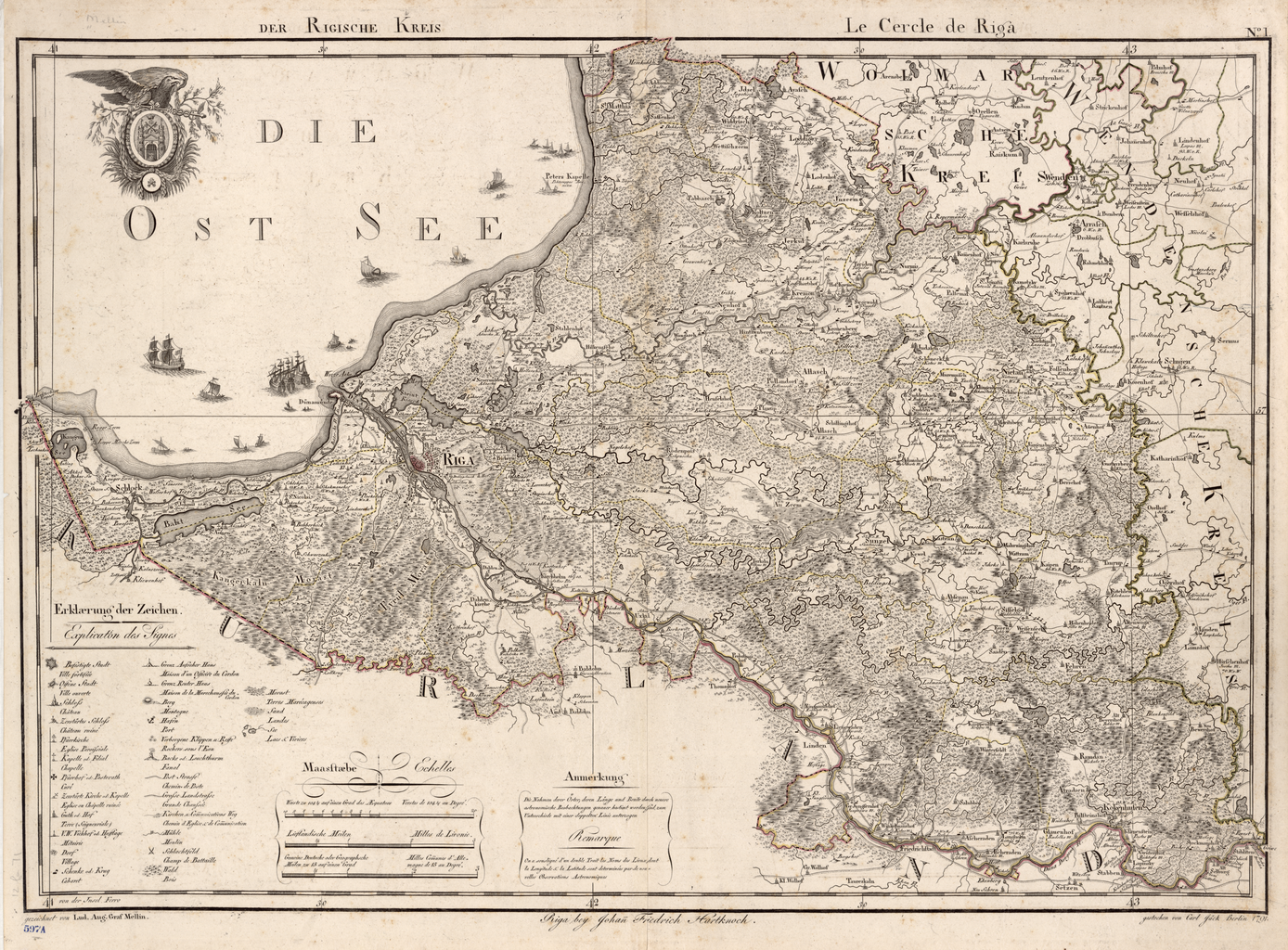
루트비히 아우구스트 멜린 (1798)의 지도에 있는 리가스 아프린치스(Rigische Kreis)

리가스 아프린치스(라트비아어: Rīgas apriņķis, 독일어: Kreis Riga, 러시아어: Рижский уезд)는 리보니아 공국, 리보니아 현 및 라트비아 공화국의 역사적인 카운티였는데 1949년 라트비아 소비에트 사회주의 공화국의 행정 영토 개혁 과정에서 해체되었다.

## 역사
Drohiczyn 조약 이후 1582년 리가 카운티는 폴란드-리투아니아 연방의 Wenden Voivodeship에 합병되었다. 리가 카운티는 1629년 스웨덴 비제메의 하위 행정구역으로 설립되었다. 1721년 러시아 제국이 리보니아를 편입한 이후에는, 리보니아 현(Governorate of Livonia)의 9개 행정구역 중의 하나가 되었다. 그 수도는 리가였는데, 이 곳은 총독(governorate)의 수도이기도 했다.
1918년 라트비아 공화국이 수립된 후, 리가스 아프린치스(Rīgas apriņķis)는 1949년, 라트비아 소비에트 사회주의 공화국 각료회의에서 새로 설립된 리가, 발도네 (1959년 해산), 사울크라스티(1956년 해산) 및 시굴다 (1962년 해산)의 3개의 구( rajons )로 분할되면서 사라졌다.

## 인구통계
1897년 러시아 제국의 인구 조사 당시, 리가 카운티( Kreis Riga )의 인구는 396,101명이었다. 이들의 모국어로는, 라트비아어가 58.2%, 독일어 18.2%, 러시아어 11.9%, 이디시어 4.7%, 폴란드어 3.5%, 리투아니아어 1.6%, 에스토니아어 1.1%, 벨로루시어 0.2%, 타타르어 0.1%, 우크라이나어 0.1%, 영어 0.1%, 프랑스어가 0.1% 사용되었다.